# Chone (ort)
Chone är en ort i Ecuador.   Den ligger i provinsen Manabí, i den västra delen av landet, 180 km väster om huvudstaden Quito. Chone ligger 16 meter över havet och antalet invånare är 44 751.
Terrängen runt Chone är platt åt nordväst, men åt sydost är den kuperad. Runt Chone är det ganska tätbefolkat, med 58 invånare per kvadratkilometer. Chone är det största samhället i trakten. Omgivningarna runt Chone är en mosaik av jordbruksmark och naturlig växtlighet.